# Łady Polne
Łady Polne [pronunciación en polaco: /ˈwadɨ ˈpɔlnɛ/] es un pueblo ubicado en el distrito administrativo de Gmina Zambrów, dentro del Condado de Zambrów, Voivodato de Podlaquia, en el norte de Polonia oriental. Se encuentra aproximadamente a 10 kilómetros al norte de Zambrów y a 60 kilómetros al oeste de la capital regional Białystok.